# CELPE-Bras
CELPE-Bras (порт. Certificado de Proficiência em Língua Portuguesa para Estrangeiros — сертификат владения португальским языком как иностранным) — сертификат владения бразильским португальским языком Министерства образования Бразилии. Удостоверяет один из четырёх уровней владения языком: средний (порт. intermediário), выше среднего (порт. intermediário superior), продвинутый (порт. avançado) и выше продвинутого (порт. avançado superior). Экзамены проводятся с 1998 года.